# Приходько Світлана Миколаївна
Світла́на Микола́ївна Прихо́дько (нар. 1922 — пом. до 2002) — український ботанік, кандидат біологічних наук, перший в Україні селекціонер азалій, засновник другої за кількістю видів і сортів в Європі колекції азалій в Національному ботанічному саду імені Миколи Гришка НАН України.

## Діяльність
У 1960-ті роки С. М. Приходько призначена куратором колекції азалій в ботанічному саду. За свою майже чвертьвікову працю з нею вона отримала близько 30 гібридів. П'ять із них вже отримали статус сорту:
- «Киевский вальс»,
- «Аленький цветочек»,
- «Героям войны»,
- «Огонек»,
- «Созвездие».

Ці сорти та гібриди менш вимогливі до кислотності ґрунту, стійкіші до шкідників, більш адаптовані до наших умов та витриваліші, ніж закордонні сорти.
За словами колег, Світлана Миколаївна була поетичною натурою, і тому своїм новинкам давала такі назви: «Попелюшка», «Подолянка», «Вогник», «Смуглянка»…
У 1965 р. колекція тропічних і субтропічних рослин Центрального ботанічного саду налічувала 1980 видів і форм рослин. Директор саду Євген Миколайович Кондратюк дав завдання Світлані Миколаївні Приходько, яка опікувалася рослинами захищеного ґрунту, скласти пояснювальну записку для проектного завдання щодо будівництва оранжереї. Світлана Миколаївна детально опрацювала варіанти проекту і подала таку записку до дирекції. Ці матеріали в якійсь мірі були використані у 1980-ті роки за директорства Андрія Михайловича Гродзінського.
Крім того Світлана Миколаївна Приходько є автором декількох книжок з ботанічної тематики, в тому числі, однієї з небагатьох за радянських часів книги про кактуси українською мовою.

## Вшанування пам'яті
Колеги увічнили ім'я Світлани Миколаївни Приходько одним із сортів азалій.

## Бібілографія
- С. М. Приходько. Кактуси. — Київ : Наукова думка, 1974. — 207., іл. с.
- Приходько С. М.  Цілюща флора у вашій кімнаті: Довід. посібник.— К.: Наукова думка, 1990.— 192 с., іл.
- Михайловська М. В., Приходько С. М. Сад на підвіконні. — К.: Урожай, 1986. — с. 27-32
- Цветы: комнат. растения и декоративноцветущие кустарники / В. Г. Жоголева, С. Н. Приходько, Т. М. Черевченко. — К.: Урожай, 1978. — 259 c.
- Тропические и субтропические растения закрытого грунта: Справочник / Черевченко Т. М., Приходько С. Н., Майко Т. К. и др.; Под ред. Гродзинского А. М. — Киев: Наукова думка, 1988. — 412 с. — ISBN 5-12-000293-5